# Pulpety II
Pulpety II (oryg. Meatballs Part II) – amerykański film komediowy z 1984 roku w reżyserii Kena Wiederhorna.

## Fabuła
Pułkownik Jack Hershey, właściciel obozu Camp Patton, zamierza kupić jezioro nad brzegiem którego znajduje się również obóz Camp Sasquatch należący do trenera Giddy’ego. Ten ostatni proponuje walkę bokserską, która rozstrzygnęłaby prawo do jeziora. Do walki zamierza wystawić Flasha, młodocianego przestępcę, który w ramach resocjalizacji zostaje opiekunem obozowym najmłodszej grupy chłopców. Tymczasem obozowicze próbują ukryć kosmitę „Klopsogłowego”, który zaprzyjaźnił się z nimi po przybyciu na Ziemię.

## Obsada
- Richard Mulligan jako trener Giddy
- Hamilton Camp jako pułkownik Bat Jack Hershey
- John Mengatti jako Armand 'Flash' Carducci
- Kim Richards jako Cheryl
- Archie Hahn jako Jamie
- Misty Rowe jako Fanny
- Ralph Seymour jako Eddie